# バンデラ郡 (テキサス州)
バンデラ郡（バンデラぐん、英: Bandera County）は、アメリカ合衆国テキサス州の中央部南、エドワーズ高原に位置する郡である。2010年国勢調査での人口は20,485人であり、2000年の17,645人から16.1%増加した。郡庁所在地はバンデラ市（人口857人）であり、同郡で人口最大の町は国勢調査指定地域のレイクヒルズ（人口5,150人）である。バンデラ郡は1856年にベア郡とウバルデ郡の一部を合わせて設立され、郡名はスペイン語で「旗」を意味している。
バンデラ郡はサンアントニオ大都市圏に属している。

## 年譜
- 紀元前8000年、バンデラ郡となった地域の初期住人にはコマンチ族やリパン・アパッチ族がいた[5]
- 1841年-1843年（正確な日付は不明）、バンデラ峠の戦いで、ジョン・コフィー・ヘイズとテキサス・レンジャーズの部隊がコマンチ族の大部隊を破った[6][7][8]
- 1853年、ジョン・ジェイムズとチャールズ・S・デモンテルが[9]バンデラの町を測量士、区画割をおこなった。A・M・ミルステッド、トマス・オーデム、P・D・セイナー、および彼らの家族が川沿いに宿営し、イトスギの板を作り始めた。ジェイムズとデモンテルの会社で馬を動力に使った製材所を建設し、店舗を開いた[5][10]
- 1855年、ポーランド人16家族がバンデラの町に到着し、ジェイムズとデモンテルの製材所で働いた。アウグスト・クラッペンバッハが最初の店と郵便局を開いた[5]
- 1856年、テキサス州議会がベア郡とウバルデ郡の一部を合わせて設立バンデラ郡を設立し、正式に組織化した[5]
- 1860年、郡人口は399人であり、このうち奴隷が12人いた[5]
- 1880年、羊とアンゴラ山羊の飼育が農業よりも利益が出るようになった[5]
- 1920年、コーラとエド・バックがその牧場を仕切り、観光業を始めた[11][12]
- 1933年、フロンティア時代博物館が公開された[13][14]
- 1979年、ロストメイプルズ州立自然地域が公開された[15]
- 1982年、郡内の土地の82%は農場と牧場だった[5]
- 1984年、ヒル・カントリー州立自然地域が公開された[16][17]
- 2000年、ネイチャー・コンサーバンシーが、バクスター・アンド・キャロル・アダムズからラブクリーク牧場の土地1,400エーカー (5.7 km2) を購入し、ラブクリーク保護地を創設した[18][19]

## 地理
アメリカ合衆国国勢調査局に拠れば、郡域全面積は798平方マイル (2,066.8 km2)であり、このうち陸地792平方マイル (2,051.3 km2)、水域は6平方マイル (15.5 km2)で水域率は0.73%である。

### 主要高規格道路
- テキサス州道16号線
- テキサス州道46号線
- テキサス州道173号線
- テキサス州道123号線

### 隣接する郡
- カー郡 - 北
- ケンドール郡 - 北東
- ベア郡 - 南東
- メディナ郡 - 南
- ウバルデ郡 - 南西
- リアル郡 - 西

## 人口動態
以下は2000年の国勢調査による人口統計データである。
| 基礎データ - 人口: 17,645人 - 世帯数: 7,010 世帯 - 家族数: 6,061 家族 - 人口密度: 9人/km2（22人/mi2） - 住居数: 9,503軒 - 住居密度: 5軒/km2（12軒/mi2） 人種別人口構成 - 白人: 94.02% - アフリカン・アメリカン: 0.33% - ネイティブ・アメリカン: 0.90% - アジア人: 0.28% - 太平洋諸島系: 0.06% - その他の人種: 2.55% - 混血: 1.86% - ヒスパニック・ラテン系: 13.51% 年齢別人口構成 - 18歳未満: 24.7% - 18-24歳: 5.8% - 25-44歳: 25.7% - 45-64歳: 27.6% - 65歳以上: 16.2% - 年齢の中央値: 41歳 - 性比（女性100人あたり男性の人口） - 総人口: 99.0 - 18歳以上: 98.3 | 世帯と家族（対世帯数） - 18歳未満の子供がいる: 29.1% - 結婚・同居している夫婦: 60.8% - 未婚・離婚・死別女性が世帯主: 7.3% - 非家族世帯: 27.8% - 単身世帯: 23.2% - 65歳以上の老人1人暮らし: 9.9% - 平均構成人数 - 世帯: 2.49人 - 家族: 2.92人 収入と家計 - 収入の中央値 - 世帯: 39,013米ドル - 家族: 45,906米ドル - 性別 - 男性: 31,733米ドル - 女性: 24,451米ドル - 人口1人あたり収入: 19,635米ドル - 貧困線以下 - 対人口: 10.8% - 対家族数: 7.7% - 18歳未満: 12.2% - 65歳以上: 9.4% |

## 都市と町
- バンデラ - 郡庁所在地

### 国勢調査指定地域
- レイクヒルズ
- メディナ

### 未編入の町
- バンデラフォールズ
- パイプクリーク
- タープリー
- バンダープール

## 教育
バンデラ郡の公共教育は下記の独立教育学区が管轄している。
- バンデラ独立教育学区
- メディナ独立教育学区（部分）
- ノースサイド独立教育学区（部分）
- ユートピア独立教育学区（部分）